# XV Łódzka Drużyna Harcerzy „Zielony Płomień”

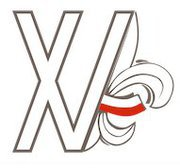
Logo XV ŁDH

XV Łódzka Drużyna Harcerzy „Zielony Płomień” im. Andrzeja Małkowskiego – drużyna harcerska działająca na terenie Łodzi w dzielnicy Widzew przy Szkołach Podstawowych nr 141, 114 i 205 w Łodzi oraz przy parafii św. Jana Ewangelisty. Wcześniej przez długi czas funkcjonowała na terenie dzielnicy Polesie, a także na części dzielnic Śródmieście i Bałuty.

## Historia

### Lata 1920–1939
Pierwsza zbiórka drużyny odbyła się 15 listopada 1920 r. Założycielem i pierwszym drużynowym był późniejszy rektor Akademii Medycznej w Łodzi prof. dr hab. Tadeusz Pawlikowski. Terenem działania była dzielnica Polesie tj. Szkoły Powszechne przy ulicach: Zielona 32, Legionów 51, Gdańska 29, 1-go Maja 32, a po wojnie przy ulicach: Żeromskiego 10, Drewnowska 104, Wapienna 14, Syrenki i Zakładowa. Od 1921 r. w drużynie organizowane były obozy letnie. W 1933 r. powstała przy drużynie gromada zuchowa. Rok 1935 trwale zapisał się w historii XV-tki, jako że 27-osobowa jej delegacja wzięła udział w Jubileuszowym Zlocie 25-lecia Harcerstwa w Spale, a w dniu 17 listopada tego roku z rąk ówczesnego Komendanta Chorągwi hm. Stefana Szletyńskiego drużyna otrzymała sztandar. Drużynowym był wówczas Władysław Szymański.

### Lata 1956–1989
Od 1956 (?) roku, przez wiele lat XV ŁDH była jednostką Szczepu „Zielony Płomień” w Hufcu ZHP Łódź-Polesie. Od 13 września 1981 roku jest jednym z założycieli i aktywnych członków Unii Najstarszych Drużyn Harcerskich Rzeczypospolitej (UNDHR). Hm. Jacek Broniewski był przedstawicielem łódzkiego środowiska KIHAM. Z ramienia drużyny akt przystąpienia do UNDHR podpisali pwd. Cezary Guga oraz hm. Jacek Broniewski.

### Po 1989
Dnia 25 października 1989 roku Rozkazem L. 1/89 hufcowego hufca Łódź Dariusza Nowińskiego drużyna została przyjęta do Związku Harcerstwa Rzeczypospolitej. W roku 1992 drużyna otrzymała kategorię drużyny „B”. W dniu 22 lutego 1995 RL. 2/95 przy drużynie powstała XV Łódzka Gromada Zuchowa „Wesołe Tygrysy”, jej wodzem został ćw. Adam Drabik. Od dnia 31 stycznia 1996 roku w drużynie został zorganizowany kurs zastępowych, którego Komendantem był ćw. Łukasz Królikiewicz. Program kursu opierał się na co weekendowych zajęciach z metodyki prowadzenia zastępu harcerskiego. Kurs zakończył się 30 czerwca 1996 roku, ukończyło go 6 harcerzy.
20 października 1996 roku przy drużynie RL. 7/96 powołano kolejną XV Łódzką Gromadę Zuchową „Strażnicy Bajkowej Tajemnicy” jej wodzem został ćw. Adam Drabik, którego na funkcji wodza „Wesołych Tygrysów” zastąpił wyw. Piotr Zalewski. Wraz z powołaniem Samodzielnego Zastępu Harcerzy „Sokoły” przy 184 Szkole Podstawowej, którego zastępowym został długoletni harcerz drużyny ćw. Przemysław Czuma teren działania piętnastki zawęża się do 9 Szkoły Podstawowej i Parafii Matki Boskiej Jasnogórskiej. Dnia 11 listopada 1998 roku RL. 9/98 hufcowego Andrzeja Jagody drużyna została przekazana do Hufca Harcerzy Łódź-Teren. Jednocześnie instruktorzy drużyny, działający do tej pory w hufcu „Kominy”, zostali przeniesieni do hufca „Łódź-Teren” Pod wodzą pwd. Piotra Zalewskiego w sierpniu 1999 roku drużyna wzięła udział w Jubileuszowym Zlocie X-lecia Związku Harcerstwa Rzeczypospolitej w Lednicy. W roku 2001 kiedy drużynowym był Michał Stasiak drużyna zdobyła miano drużyny puszczańskiej.

## Drużynowi XV Łódzkiej Drużyny Harcerzy im. Andrzeja Małkowskiego

### Przed II wojną światową
- 15 XI 1920-IV.1922 – dh Tadeusz Pawlikowski, przyboczny Jerzy Kamiński
- IV.1922-IX.1923 – dh Jerzy Kamiński
- IX.1923-I.1924 – dh Stefan Styczyński
- I.1924-1 IX 1925 – dh Tadeusz Pawlikowski, przyboczny Jan Szymański
- 1 IX 1925-16 IX 1926 – dh Jan Szymański, przyboczny Roman Baraniecki, gospodarz Z. Golc, sekretarz Cz. Dobrowolski, opiekun Tadeusz Pawlikowski
- 16 IX 1926-10 I 1928 – dh Tadeusz Orzyński, przyboczny Roman Baraniecki
- 10 I 1928-VII.1929 – dh Władysław Pater, przyboczni Marian Bilecki i Roman Baraniecki
- VII.1929-IX.1930 – dh Lech Kosicki
- IX.1930-IX.1932 – dh Roman Baraniecki, przyboczny Bronisław Szymkowski, opiekun Wacław Kabalski
- IX.1932-22 II 1934 – dh Bronisław Szymkowski, przyboczni Stanisław Sapota, Maksymilian Kurzawa, gromada zuchowa Jerzy Wasiak
- 22 II 1934-15 IX 1935 – dh Stanisław Sapota, przyboczny Leon Popiński, wódz gromady zuchowej Marian Kwinkowski
- 15 IX 1935-3 XII 1936 – dh Władysław Szymański, przyboczni Henryk Korpiak, Tadeusz Urbański, wódz gromady zuchowej Jerzy Ambroziński
- 3 XII 1936-1 IX 1937 – dh Stanisław Sapota, przyboczni Henryk Korpiak, Władysław Szymański
- 1 IX 1937-2 XI 1939 – dh Władysław Szymański, przyboczni Alojzy Karasiński, Henryk Korpiak, Czesław Kmieć, krąg starszoharcerski Stanisław Sapota

### II wojna światowa
- 1939–1945 phm. Stanisław Sapota HO

### Po II wojnie światowej
- 25 III 1945-15 VI 1945 – wyw. Aleksy Danielski
- 15 VI 1945-1 IX 1945 – ćw. Bogdan Kłoskowski
- 1 IX 1945-29 X 1946 – Jan Kulisiewicz HR
- 29 X 1946-1 III 1947 – ćw. Zbigniew Seczkowski
- 1 III 1947-15 IX 1948 – phm. Roman Witkowski
- 15 IX 1948-1948/49 – Jan Walczak HR
- 1948/49-30 IX 1949 – dpp. Jerzy Józwicki HO
- 30 IX 1949-31 XII 1949 – Andrzej Szletyński HO

1950-1956: harcerstwo staje się częścią ZMP – drużyna zmienia numer na 60, a jej patronem zostaje gen. Bem.

### W Związku Harcerstwa Polskiego (po 1956)
- 1956-1959 – dh Jan Lewandowski, przyboczni Białkowski, później Zbigniew Gaberkowicz
- 1959-1963 – dh Zbigniew Gaberkowicz, przyboczny: Jerzy Markowski
- 1963-1965 – dh Tadeusz Rejzler
- 1965-1966 – dh Jacek Broniewski
- 1966-1967 – dh Kazimierz Luszyński
- 1967-1968 – dh Andrzej Szmigerewicz
- 1968-1969 – dh Krzysztof Olewicki
- 1969-1970 – dh Jan Kucharczyk, przyboczny Jacek Pękala
- 1970-1972 – dh Jacek Pękala, przyboczni: Krzysztof Szymański, Zbigniew Kubiszewski
- 1972-1973 – dh Krzysztof Szymański, przyboczny Piotr Guga
- 1974-1975 – dh Piotr Guga, przyboczni: Cezary Guga, Sławomir Nowak
- 1976-1977 – dh Cezary Guga
- 1978-1979 – dh Piotr Guga, przyboczni: Cezary Guga, Wojciech Tomaszewski
- 1980-1982 – hm. Jacek Broniewski, przyboczni – Wojciech Tomaszewski, Dariusz Gozdek, od 1981 Tomasz Cieślarczyk.
- 1982-1983 – Piotr Guga, przyboczni – Cezary Guga, Sylwester Wrona.
- 1983 – IX.1984 – Cezary Guga, przyboczni – Adam Kuczkowski, Paweł Chojnacki
- IX.1984 – IX.1985 – Adam Kuczkowski, przyboczny – Jacek Furgal
- X.1985 – 1986 – Piotr Strzelecki, przyboczni – Jacek Furgal, Jarosław Olczak, Jarosław Jukel
- 1986-1987 – Jacek Furgal, przyboczny – Piotr Jańczak
- 1987-1988 – Piotr Jańczak
- 1988-1989 – Robert Diduch, przyboczni – Karol Bałdys, Marcin Mirek – Olcha, kwatermistrz – Piotr Jańczak

W 1989 roku Szczep „Zielony Płomień” przechodzi do ZHR.

### Po przejściu do Związku Harcerstwa Rzeczypospolitej
- hm. Jacek Broniewski (25.10.1989 RL. 1/89 – 23.01.1990 RL.1/90)
- pwd. Piotr Staśkiewicz (23.01.1990 RL. 1/90 – 24.09.1993 RL.6/93)
- ćw. Łukasz Królikiewicz (24.09.1993 RL.6/93 – 11.11.1997 RL. 5/97), przyboczni – ćw. Tomasz Marciniak, Karol Przanowski HO, ćw. Przemysław Czuma, ćw. Marcin Sumiński, ćw. Sylwester Tkacz, opiekun drużyny – hm. Jacek Broniewski (14.10.1993 RL. 7/93)
- ćw. Marcin Sumiński (11.11.1997 RL. 5/97 – 29.10.1998 RL. 8/98)
- pwd. Piotr Zalewski (29.10.1998 RL. 8/98 – 11.12.1999 RL. 8/99) przyboczny – ćw. Michał Świnoga
- pwd. Michał Stasiak (11.12.1999 RL. 8/99 – 6.10.2001 RL.1/01), przyboczni – ćw. Michał Świnoga, ćw. Piotr Romanowski
- ćw. Michał Świnoga (6.10.2001 RL.1/01 – 11.11.2002 RL. 3/02), przyboczni – ćw. Piotr Romanowski, wyw. Michał Kozłowski, drużynowy drużyny wędrowników – pwd. Michał Stasiak, drużynowy gromady zuchów – pwd. Piotr Wierzbowski.
- pwd. Michał Grelewski (11.11.2002 RL. 3/02 – 24.09.2005 RSL. 1/2005/2006)- przyboczni – wyw. Michał Kozłowski, ćw. Kamil Rusiecki, drużynowy drużyny wędrowników – phm. Michał Stasiak, ćw. Rafał Wędzicki, ćw. Kamil Rusiecki, drużynowy gromady zuchów – pwd. Piotr Wierzbowski, ćw. Maciej Blim.
- pwd. Piotr Wierzbowski (24.09.2005 RSL. 1/2005/2006 – 19.07.2008), przyboczny – ćw. Maciej Zasadziński, drużynowy drużyny wędrowników – pwd. Michał Grelewski, drużynowy gromady zuchów – pwd. Maciej Blim.
- pwd. Maciej Zasadziński (19.07.2008 – 12. 10. 2012), drużynowy drużyny wędrowników – phm. Michał Grelewski (do 11.11.2009), hm. Michał Stasiak (do 03.2010), jako p.o. drużynowego Daniel Pawlak H.O. (do 12.2010), pwd. Damian Marchlewicz, drużynowy gromady zuchów – dh Piotr Rodziewicz
- pwd. Kacper Forysiak HO (12. 10. 2012 – 12.07.2015), drużynowy gromady zuchów – HO Patryk Krawczyk
- HO Jan Grelewski (12.07.2015 – 27.04.2018), przyboczny – HO Wojciech Rzepkowski, drużynowy gromady zuchów – HO Paweł Mysłowski, przyboczny - ćw. Bartosz Wiśniewski
- pwd. Wojciech Rzepkowski HO (27.04.2018 – 19.07.2020), przyboczni – ćw. Jakub Zakościelny, ćw Jakub Cytrowski, drużynowy gromady zuchów – HO Paweł Mysłowski, przyboczny - wyw. Bartosz Bryła
- pwd. Jakub Zakościelny HO (19.07.2020 - 16.10.2022, przyboczni - ćw. Jakub Cytrowski, ćw. Jonasz Krupiński, HO Damian Kowalczyk, ćw. Wiktor Szafarz, ćw. Bartosz Bryła, ćw. Michał Krawczyk. drużynowy gromady zuchów - ćw. Grzegorz Grabowski, przyboczni - ćw. Kajetan Wygnański,
- HO Wiktor Szafarz (16.10.2022 - 09.12.2023, przyboczni - ćw. Adam Gaj, ćw. Bartosz Mysłowski, ćw. Maciej Dębski. Drużynowy gromady zuchów - Pwd. Kajetan Wygnański HO, przyboczni - ćw. Mikołaj Wygoda,
- Phm. Jakub Zakościelny HR (09.12.2023 - 20.10.2024, przyboczni - ćw. Adam Gaj, ćw. Bartosz Mysłowski, ćw. Maciej Dębski. Drużynowy gromady zuchów - Pwd. Kajetan Wygnański HO, przyboczni - ćw. Mikołaj Wygoda,
- HO Adam Gaj (20.10.2024 - obecnie, przyboczni - ćw. Bartosz Mysłowski, ćw. Maciej Dębski. Drużynowy gromady zuchów -  ćw. MikołajWygoda, przyboczni - ćw. Dawid Szafarz,

- M. Stasiak: Z dziejów harcerstwa polskiego w Łodzi. XV Łódzka Drużyna Harcerzy im. A. Małkowskiego (1920–1956) (rękopis)
- Rozkazy hufcowych hufca Łódź („Rokita”, „Kominy”, „Łódź-Teren”, „Szaniec”)
- M. Stasiak, Z dziejów harcerstwa łódzkiego. XV Łódzka Drużyna Harcerzy im. Andrzeja Małkowskiego w latach 1920–1939